# السی (کالیفرنیا)
السی (به انگلیسی: Elsey) یک منطقهٔ مسکونی در ایالات متحده آمریکا است که در شهرستان بیوت، کالیفرنیا واقع شده‌است. السی ۱۹۹ متر بالاتر از سطح دریا واقع شده‌است.